# Gréta Szakmáry
Gréta Szakmáry (ur. 31 grudnia 1991 w Nyíregyházie) – węgierska siatkarka, reprezentantka kraju, grająca na pozycji przyjmującej.

## Sukcesy klubowe
Mistrzostwo Węgier:
- 2016, 2017
- 2013
- 2014

Puchar Węgier:
- 2016, 2017

MEVZA - Liga Środkowoeuropejska:
- 2017
- 2016

Superpuchar Niemiec:
- 2017, 2018, 2019, 2020

Mistrzostwo Niemiec:
- 2018
- 2019

Puchar Niemiec:
- 2019, 2021

Puchar Challenge:
- 2024[5]

## Sukcesy reprezentacyjne
Liga Europejska:
- 2015
- 2018

## Nagrody indywidualne
- 2018: Najlepsza przyjmująca Ligi Europejskiej